# Стефано Іттар

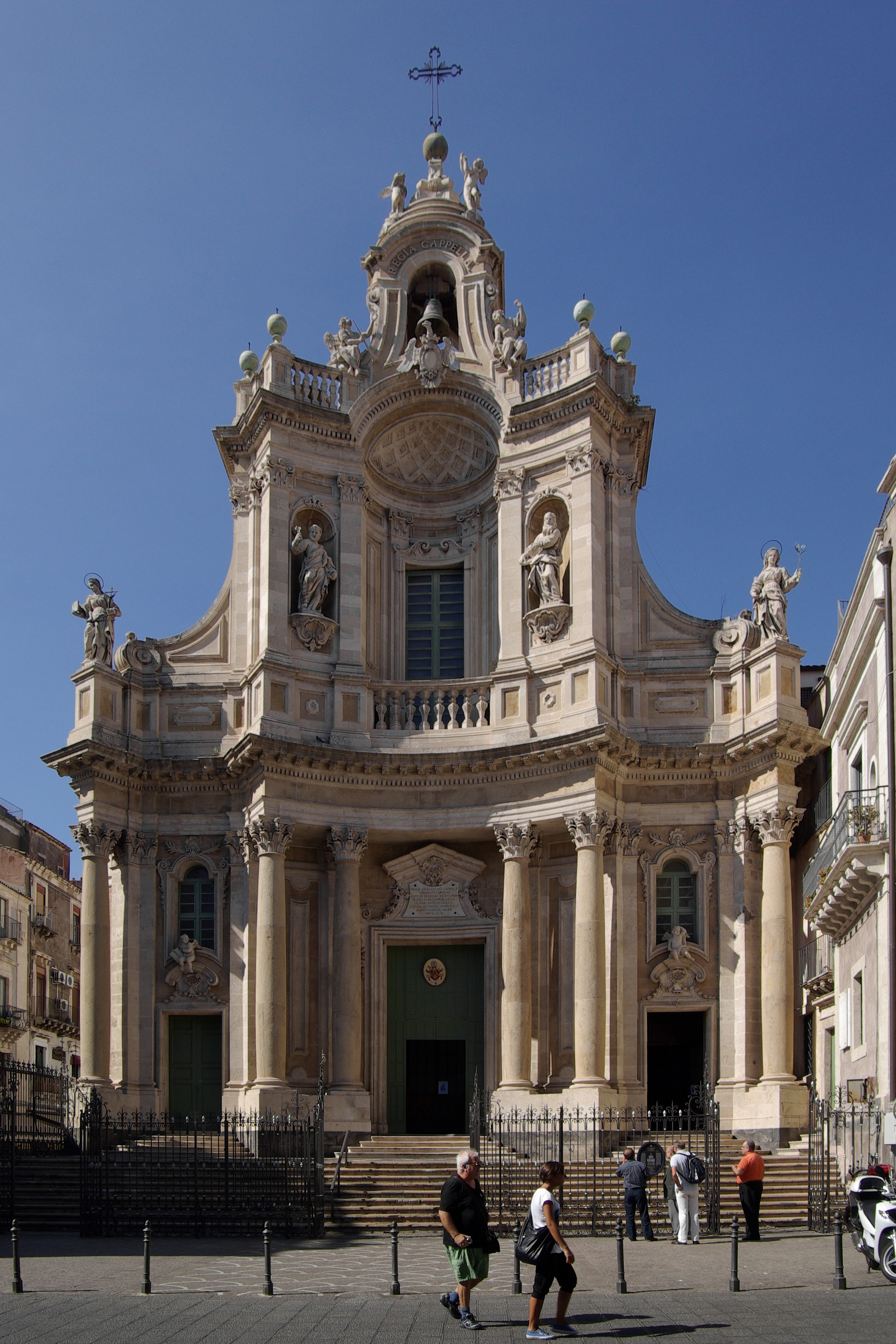
Фасад колегіальної церкви в Катанії, розроблений Стефано Іттар в 1768 році

Стефано Іттар (італ. Stefano Ittar; *1724, Овруч (Україна) — †1790, Валлетта (Мальта)) — італійський архітектор, яскравий представник сицилійського бароко.
Народився в 1724 році в місті Овруч (нині Житомирська область), який входив тоді до складу Королівства Польського, куди його сім'я змушена була емігрувати через гоніння на батьківщині. Ще в юнацькому віці Іттар переїхав жити до Рима, де під патронажем кардинала Алессандро Альбані навчався архітектурі, був сильно вражений творчістю римського архітектора Франческо Борроміні. Закінчивши навчання, виїхав на стажування до Іспанії і жив там до 1765 року.
Повернувшись з Іспанії, Іттар влаштувався в місті Катанія, постраждалому в ході землетрусу 1693 — разом з архітектором Джованні Баттіста Ваккаріні йому було доручено займатися відновленням зруйнованих будівель. Розроблений ними план передбачав таке розташування вулиць і резервованих вільних площ, що при майбутніх виверженнях вулкана залишали б достатні шляхи для евакуації населення. Ще до землетрусу основним стилем міста було бароко, тому реставратори так само дотримувалися цього стилю. Тут Іттар познайомився з впливовим і багатим принцом Ігнаціо Патерна, для якого згодом виконав безліч замовлень.
До 1767 року Іттар отримав достатню популярність для роботи самому і взявся втілювати в життя свої новаторські ідеї. Зокрема, його візитною карткою стали особливим чином зігнуті фасади, вперше він застосував цю техніку в церкві Сан-Мартіно, а потім для колегіальної церкви Катанії створив фасад, що став одним з головних його шедеврів. Ця будівля, спроектована архітектором Антоніо Амато в стилі типового сицилійського бароко, завдяки незвичайному дизайну Іттара отримала чудове поєднання світла і тіні. Пізніше архітектор розробляв зовнішній вигляд церкви Сан-Плачідо, фасад якої прикрасив увінчаною скульптурами дзвіницею.
Деякий час Іттар співпрацював з Франческо Батальєю (пізніше одружившись з його дочкою Розарією), спільно вони спроектували кілька еклектичних житлових будівель, а також величезний монастир Монтекассіно, що був тоді найбільшим у Європі. Іттар відповідав за створення бані монастирської церкви, яка зводилася протягом п'ятнадцяти років (1768—1783), і за дизайн внутрішнього двору. До 1783 архітектор був вже одним з найшанованіших людей міста, на прохання губернатора ним був розроблений загальний план міської забудови, який згодом розмножився на багато копій і навіть був увічнений в гравюрі.
Після завершення роботи над монастирем Іттара запросили на Мальту взяти участь у будівництві бібліотеки для Мальтійського ордена, і він разом зі всією сім'єю переїхав жити у Валетту. Будівлю планувалося виконати в класичному стилі з традиційними для місцевості колонами, арками, вікнами і фронтонами, бібліотека вийшла схожою на гігантських розмірів палац, проте повністю була завершена тільки через п'ять років після смерті Іттара.
У ті часи було оголошено, що архітектор покінчив життя самогубством, тому що допустив в проекті серйозні помилки, які не піддавалися виправленню. Тим не менше, пізніше при вивченні збережених креслень і записів дослідники ніяких помилок виявити не змогли. Також було встановлено, що для вмираючого провели обряд соборування, таїнство, неможливе для самогубця. Іттар залишив після себе двох синів, Енріко і Себастьяно, які теж стали архітекторами.